# 山口太郎
山口 太郎（やまぐち たろう、1970年6月6日 - ）は、日本の俳優、声優。東京都出身。青二プロダクション所属。

## 略歴
立教高等学校（現：立教新座高等学校）→立教大学法学部国際比較法学科卒業。同じ高校、大学の同級生に山本修夢がいる。
関貴昭が演じていた役に憧れて、1996年、円演劇研究所入所。関のことは「演技の世界に入ってから一番の兄貴」と語っている。高瀬道場（ガイズエンタティメント）、演劇集団 円を経て、2019年9月1日より青二プロダクション所属。

## 人物
音域はバス - バリトン。
資格・免許は普通自動車免許。
趣味・特技は空手（玄制流空手弐段、和道会空手弐段、全空連公認段位弐段）、タップダンス、柔道、乗馬、少林寺拳法、殺陣、江戸弁。
高校時代は空手部に所属していた。

## 出演
太字はメインキャラクター。

### テレビアニメ
2002年
- 攻殻機動隊 STAND ALONE COMPLEX（ボーマ）

2003年
- 神魂合体ゴーダンナー!!（2003年 - 2004年、影丸） - 2シリーズ

2004年
- 犬夜叉（父カワウソ）
- 陰陽大戦記（2004年 - 2005年、イッセイ）
- 機動戦士ガンダムSEED DESTINY（サトー）
- げんしけん（鈴木健司）
- 攻殻機動隊 S.A.C. 2nd GIG（ボーマ）
- ニニンがシノブ伝（ゴモラ）

2005年
- 交響詩篇エウレカセブン（ハップ）
- ハチミツとクローバー（2005年 - 2006年、山田父） - 2シリーズ
- BLEACH（2005年 - 2011年、雀部長次郎〈一番隊副隊長〉、ニーダー剣、ルドボーン〈エクセキアス隊長〉）
- ロックマンエグゼ シリーズ（2005年 - 2006年、ヤマトマン） - 2シリーズ

2006年
- うっかりペネロペ（2006年 - 2013年、パパ） - 3シリーズ
- ガラスの艦隊（ハイザック）
- 攻殻機動隊 STAND ALONE COMPLEX Solid State Society（ボーマ）
- ゼーガペイン（タオ司令）
- ヤマトナデシコ七変化♥（黒服）

2007年
- キスダム -ENGAGE planet-（ラル）
- 爆丸バトルブローラーズ（クレイフ）
- ミヨリの森（男3）
- MOONLIGHT MILE 2ndシーズン -Touch down-（ツェン・リー、ナビゲーターA）

2008年
- 狂乱家族日記（父親）
- ゴルゴ13（ライオネル・ブルー）
- 天の覇王 北斗の拳ラオウ外伝（ジャダム）

2009年
- 明日のよいち!（鵺爪刃十郎）

2010年
- オオカミさんと七人の仲間たち（花咲仁）
- おとめ妖怪 ざくろ（うん様）
- 爆丸バトルブローラーズ ニューヴェストロイア（クレイフ）

2011年
- 灼眼のシャナIII（“驀地祲”リベザル）
- 花咲くいろは（富樫蓮二）

2012年
- カンピオーネ! 〜まつろわぬ神々と神殺しの魔王〜（天叢雲劍）
- モーレツ宇宙海賊（ストーン）

2013年
- 絶園のテンペスト（指揮官）
- 夜桜四重奏 〜ハナノウタ〜（おやっさん）
- よんでますよ、アザゼルさん。Z（オセ）

2014年
- 健全ロボ ダイミダラー（アデリー）
- 残響のテロル（室長）
- 白銀の意思 アルジェヴォルン（ベルナルド・ガープ）

2015年
- 機動戦士ガンダム 鉄血のオルフェンズ（ハエダ・グンネル）
- ダンジョンに出会いを求めるのは間違っているだろうか（2015年 - 2025年、ボールス・エルダー） - 5シリーズ
- ハイスクールD×D BorN（タンニーン）

2016年
- アルスラーン戦記 風塵乱舞（ディザブロス）
- 斉木楠雄のΨ難（2016年 - 2018年、松崎先生） - 2シリーズ
- 食戟のソーマ 弐ノ皿（傘山シェフ）
- 文豪ストレイドッグス（店主）

2017年
- ソード・オラトリア ダンジョンに出会いを求めるのは間違っているだろうか外伝（ボールス・エルダー）

2018年
- ドラえもん（テレビ朝日版第2期）（2018年 - 2021年、ボス、男性客、親分、ギブソン船長、ナレーション 他）
- 忍たま乱太郎（2018年 - 2020年、辺野茂平次〈2代目〉、剣豪、善太郎〈2代目〉、盗賊頭）
- ヒナまつり（林）
- グラゼニ（平川）
- 天狼 Sirius the Jaeger（渡部蓮二）
- あかねさす少女（谷治雄大）

2019年
- 転生したらスライムだった件（2019年 - 2024年、オークジェネラルE→ゲルド） - 4シリーズ
- ワンパンマン（バクザン）
- クレヨンしんちゃん（2019年 - 2023年、テレビCM、ナレーション、新聞怪人、隣の夫）
- BORUTO-ボルト- NARUTO NEXT GENERATIONS（ゴジョウ）
- ありふれた職業で世界最強（ハンセン）
- Fairy gone フェアリーゴーン（オレク・グンナー）

2020年
- ONE PIECE（2020年 - 2025年、ドボン、黒炭せみ丸、ヨセフ、ギャンボ、コング〈2代目〉他）
- ちびまる子ちゃん（2020年 - 2025年、町内の人B、八百辰、山岡さん、コック、かおる、花輪の父 他）
- キングスレイド 意志を継ぐものたち（シーグ）

2021年
- 転生したらスライムだった件 転スラ日記（ゲルド）
- SDガンダムワールド ヒーローズ（孫堅ガンダムアストレイ）
- 名探偵コナン（2021年 - 2025年、吹越桐司、仏丸大二郎、鰻塚茂）
- D_CIDE TRAUMEREI THE ANIMATION（男）
- デジモンゴーストゲーム（2021年 - 2022年、エレファモン、ランクスモン、オクタモン）

2022年
- ラブオールプレー（榊拓哉）
- パズドラ（阿川）
- BLEACH 千年血戦篇（雀部長次郎忠息）

2023年
- 逃走中 グレートミッション（2023年 - 2024年、医者、ダイナ アレキサンドロス、ラムル、特別警備員、監督）

2024年
- この世界は不完全すぎる（戦士）
- ドラゴンボールDAIMA（2024年 - 2025年、魔人、憲兵、上官）
- アサティール2 未来の昔ばなし（秘書）

2025年
- フェルマーの料理（武蔵議員）

### 劇場アニメ
2000年代
- 劇場版∀ガンダムII 月光蝶（2002年）
- 劇場版BLEACH The DiamondDust Rebellion もう一つの氷輪丸（2007年、雀部長次郎）
- 劇場版BLEACH Fade to Black 君の名を呼ぶ（2008年、雀部長次郎）
- 交響詩篇エウレカセブン ポケットが虹でいっぱい（2009年、ハップ）

2010年代
- 劇場版 花咲くいろは HOME SWEET HOME（2013年、富樫蓮二）

2020年代
- STAND BY ME ドラえもん 2（2020年、牧師）
- クレヨンしんちゃん 謎メキ!花の天カス学園（2021年、学園長）
- プリンセス・プリンシパル Crown Handler 第2章（2021年、副隊長）
- ドラゴンボール超 スーパーヒーロー（2022年、3番兵士）
- 劇場版 転生したらスライムだった件 紅蓮の絆編（2022年、ゲルド）
- 鬼太郎誕生 ゲゲゲの謎（2023年）

### OVA
- きグルみっくV3 -ベストエピソードコレクション-（2009年、牛怪人 他）
- 夜桜四重奏 〜ホシノウミ〜（2010年、おやっさん）
- デッドマン・ワンダーランド（2011年、桃井）
- ハイスクールD×D BorN（2015年、タンニーン） - DX.2 BD付限定版
- 転生したらスライムだった件 OAD（2019年、ゲルド） - 漫画版第13巻限定版付属

### Webアニメ
- 幕末機関説 いろはにほへと（2006年、甲賀源吾 他）
- ガンダムビルドダイバーズRe:RISE（2019年 - 2020年、ゴルス） - 2シリーズ
- 斉木楠雄のΨ難 Ψ始動編（2019年、松崎先生）
- SDガンダムワールド 三国創傑伝（2019年、孫堅ガンダムアストレイ[38]）
- 攻殻機動隊 SAC_2045（2020年 - 2022年、ボーマ[39]） - 2シリーズ
- 範馬刃牙（2021年、囚人A、囚人B、看守B、看守A、刑務官）
- T・Pぼん（2024年、保安官）

### ゲーム
2004年
- 攻殻機動隊 STAND ALONE COMPLEX（ボーマ）
- 神魂合体ゴーダンナー!!（影丸）

2005年
- 新天魔界ジェネレーションオブカオスV（ジェルンコ）

2006年
- 機動戦士ガンダムSEED DESTINY 連合vs.Z.A.F.T.II（サトー）
- イーディスメモリーズ 〜新天魔界GOCV〜（ジェルンコ）

2008年
- スーパーロボット大戦Z（ハップ）

2009年
- 黄金の絆
- SDガンダム GGENERATION WARS
- セイクリッドブレイズ（騎士）

2010年
- キャッスルヴァニア ロード オブ シャドウ（オーロックス / ブローナー）
- メタルギアソリッド ピースウォーカー（兵士、教官兵）

2012年
- 機動戦士ガンダムSEED BATTLE DESTINY（サトー）

2021年
- スーパーロボット大戦30（ポセイダル艦長）

2022年
- ゼノブレイド3
- SDガンダム バトルアライアンス（孫堅ガンダムアストレイ、ギャラルホルン指揮官A、友軍指揮官B）

2023年
- モンスターストライク（ゲルド）

2024年
- 転生したらスライムだった件 テンペストストーリーズ（ゲルド）
- ドラゴンボール Sparking! ZERO（フリーザ軍兵士B）

2025年
- BLEACH Rebirth of Souls（ルドボーン・チェルート）

### ラジオドラマ
- FMシアター ファイティング40、ママはチャンピオン
- 三国志（1999年・TBSラジオ）
- ある詐欺師の風景（2004年・NHK-FM）

### ラジオコマーシャル
- 三井住友フィナンシャルグループ

### 吹き替え

#### 映画
- アド・アストラ（ウィリー・レヴァント〈ショーン・ブレイクモア〉[43]）
- アメリア 永遠の翼（ウィルマー・スタルツ）
- シックス・デイ ※日本テレビ版
- 世界一キライなあなたに（ネイサン〈スティーブン・ピーコック〉）
- パパと娘のハネムーン（フランク・ラルー〈ブレット・ゲルマン〉）
- マネーボール（デビッド・ジャスティス〈スティーヴン・ビショップ〉）
- ルーシー・イン・ザ・スカイ（ジム・ハント〈ジェフリー・ドノヴァン〉[44]）

#### ドラマ
- ER緊急救命室シーズンXII #9,15（テクニシャン〈ポール・H・キム〉）、#13（テクニシャン〈デヴィッド・ディ・ブリエンツァ〉）
- WITHOUT A TRACE/FBI 失踪者を追え! シーズン5 第6話、シーズン6 第1話
- エージェント・オブ・シールド（クリール）
- 刑事ヴァランダー3 白夜の戦慄
- グッド・ワイフ2（ニック・サベリース、クリスティアン 他）
- THE TUDORS〜背徳の王冠〜 シーズン3（フランシス・ブライアン）
- ザ・パシフィック（ルー・“チャクラー”・ジャーゲンズ1等兵）
- ザ・プラクティス ボストン弁護士ファイル
- ザ・ラストシップ（ジョー・メイラン）
- NYガールズ・ダイアリー 大胆不敵な私たち（オリヴァー・グレイソン〈スティーヴン・コンラッド・ムーア〉）
- バグズ〜ハイテクスパイ大作戦
- ブレイクアウト・キング（ロニー）
- ヘイターはお断り!（キース）
- ホーンブロワー 海の勇者 第3シリーズ
- ボードウォーク・エンパイア 欲望の街（ジョージ・リーマス、シュローダー）
- Major Crimes 〜重大犯罪課（ビル・ランドン）
- レジェンド・オブ・トゥモロー（デズモンド）
- レリックハンター〜秘宝を探せ
- ONE PIECE（2023年、メシ）

#### テレビ番組
- WALKING EYES アルクメデス（トゥエンティー）
- UFC登竜門 TUF 二階級トーナメント（ジョン・アルバート）

### テレビドラマ
- 渡る世間は鬼ばかり（TBS） - 木谷真吾
- 静かなるドン・リターンズ（1995年9月23日、日本テレビ）
- 最後のサムライ河井継之助（1999年12月30日、テレビ朝日）
- 巡査-埼玉県警黒瀬南署の夏-（2001年10月21日、BS-i）
- 少年被疑者（土曜ワイド劇場、2002年5月11日、テレビ朝日）
- みの刑事の愛の事件簿大作戦（女と愛とミステリー、2003年1月12日、BSジャパン）
- 伝説のマダム（2003年4月14日 - 6月23日、よみうりテレビ）
- ビギナー（2003年10月6日 - 12月15日、フジテレビ）
- 輪違屋糸里〜女たちの新撰組〜（二夜連続ドラマスペシャル、2007年9月9日・10日、TBS）
- 陽炎の辻〜居眠り磐音 江戸双紙〜2（土曜時代劇、2008年9月6日 - 11月22日、NHK）
- MR.BRAIN（2009年5月23日 - 7月11日、TBS）
- オルトロスの犬（2009年7月24日 - 9月25日、TBS）
- 世紀のワイドショー!ザ・今夜はヒストリー「戦国武将 散り際の美学」（TBS） - 大谷吉継
- ミラー・ツインズ（2019年6月29日、WOWOW） - 司会

### 映画
- きけ、わだつみの声 Last Friends（1995年）
- 三たびの海峡（1995年）
- 母べえ（2007年）
- ライズ-ダルライザーTHE MOVIE（2017年7月）
- 空母いぶき（2019年）

### 舞台
- 演劇集団 円公演
  - 猫町（別役実書き下ろし作品・1999年7月1日 - 8日・紀伊國屋ホール・國峰眞演出作品）
  - 永遠Part1-彼女-（2000年8月31日 - 9月10日・紀伊國屋サザンシアター・山本健翔演出作品）
  - イリュージョン・コミック（2000年10月26日 - 11月5日・シアターΧ・前川錬一演出作品）
  - シラノ・ド・ベルジュラック（2001年2月15日 - 25日・世田谷パブリックシアター・渡辺守章演出作品）
  - -長州幕末青春譜- 百年一瞬（2001年4月12日 - 22日・全労済ホールスペース・ゼロ・宋英徳演出作品）
  - 永遠part2-彼女と彼-（2001年6月21日 - 30日・紀伊國屋サザンシアター・山本健翔演出作品）
  - エレクトル（2002年6月7日 - 16日・紀伊國屋ホール・前川錬一演出作品）
  - マクロプロス 300年の秘密（2003年2月28日 - 3月12日・ステージ円・山下悟演出作品）
  - リチャード三世（2003年7月10日 - 20日・紀伊國屋ホール・平光琢也演出作品）
  - 鏡花万華鏡 風流線（2004年7月16日 - 25日・紀伊國屋ホール・山本健翔演出作品）
  - パイがいっぱいスパイもいっぱい（2004年12月20日 - 28日・シアターΧ・小森美巳演出作品）
  - マクベス（2005年7月22日 - 31日・紀伊國屋ホール・平光琢也演出作品）
  - 配膳人（2007年・ステージ円・山口による自作自演の一人芝居）
  - 宴席（2007年・ステージ円・山口による自作自演の一人芝居）
  - 初夜と蓮根（2009年5月14日 - 27日・ステージ円・内藤裕子演出作品）
- 外部出演
  - シラノ・ド・ベルジュラック（幹の会公演・2000年1月14日 - 23日・紀伊國屋サザンシアター・鵜山仁演出作品）
  - 元禄港歌 千年の恋の森（ポイント東京公演・2000年12月9日 - 17日・リリアホール・蜷川幸雄演出作品）
  - ジプシー 千の輪の切り株の上の物語（ドアーズ公演・2009年10月15日 - 18日・シアターΧ・福沢富夫演出作品）
  - ANJIN〜イングリッシュサムライ（ホリプロ公演・2009年12月10日 - 2010年1月31日・天王洲 銀河劇場他）

### ボイスオーバー
- 新美の巨人たち

### シリーズ一覧
1. ↑  第1期（2003年）、第2期『SECOND SEASON』（2004年）
2. ↑  第1期（2005年）、第2期『II』（2006年）
3. ↑  第3シリーズ『Stream』（2005年）、第4シリーズ『BEAST』（2006年）
4. ↑  第1シリーズ（2006年）、第2シリーズ（2009年 - 2010年）、第3シリーズ（2013年）
5. ↑  第1期（2015年）、第3期『III』（2020年）、第4期『IV 新章 迷宮篇』（2022年）、第4期『IV 深章 厄災篇』（2023年）、第5期『V 豊穣の女神篇』（2024年 - 2025年）
6. ↑  第1期（2016年）、第2期（2018年）
7. ↑  第1期（2019年）、第2期第1部（2021年）、第2期第2部（2021年）、第3期（2024年）